# تپه درک ئاسن حصار سفید
تپه درک ئاسن حصار سفید مربوط به سده‌های میانه دوران‌های تاریخی پس از اسلام است و در شهرستان بیجار، روستای حصار سفید واقع شده و این اثر در تاریخ ۲۴ فروردین ۱۳۸۲ با شمارهٔ ثبت ۸۰۶۳ به‌عنوان یکی از آثار ملی ایران به ثبت رسیده است.